# 兼井雅史
兼井 雅史（かねい まさし、1966年7月7日 ｰ ）は日本の実業家。飯田グループホールディングス代表取締役社長。

## 略歴
1966年7月7日、東京都に生まれる。法政大学法学部を中退後、飯田産業に入社する。2006年に飯田産業代表取締役社長、2017年に飯田グループホールディングス副社長、2021年に飯田グループホールディングス代表取締役社長に就任する。その他、ユニバーサルホーム代表取締役会長、ホームトレードセンター代表取締役社長、ファーストウッド代表取締役社長、IGウインドウズ取締役、ファーストプラス取締役なども兼任する。

## 参照
- 日本経済新聞ｰ飯田グループホールディングス社長に兼井氏